# Leuenbergeria
Leuenbergeria Lodé è un genere di piante della famiglia delle Cactacee. È l'unico genere della sottofamiglia Leuenbergerioideae Mayta & Mol. Nov., 2015.

## Tassonomia
Il genere comprende le seguenti specie:
- Leuenbergeria aureiflora (F.Ritter) Lodé
- Leuenbergeria bleo (Kunth) Lodé
- Leuenbergeria guamacho (F.A.C.Weber) Lodé
- Leuenbergeria lychnidiflora (DC.) Lodé
- Leuenbergeria marcanoi (Areces) Lodé
- Leuenbergeria portulacifolia (L.) Lodé
- Leuenbergeria quisqueyana (Alain) Lodé
- Leuenbergeria zinniiflora (DC.) Lodé